# Riepster Hammrich
Der Riepster Hammrich (auch: Riepsterhammrich) ist ein in der Nähe des Ortes Riepe gelegenes Gebiet von Feld-, Wiesen- und Weideflächen mit einzelnen landwirtschaftlichen Gehöften. Es bildet heute einen Ortsteil der Gemeinde Ihlow im Landkreis Aurich in Ostfriesland mit 133 Einwohnern im Januar 2022.

## Lage
Der Riepster Hammrich war früher durchgängig ein nur mit einer dünnen Marschdecke überkleidetes Wiesenmoorgebiet unterhalb des Meeresspiegels, das mit Schöpfmühlen trockengehalten werden musste. Mehr als 2100 ha des Riepster Hammrichs sind im 20. Jahrhundert mit Emsschlick etwa einen Meter aufgespült worden, was Bodenstruktur und Landschaftscharakter nachhaltig verändert hat. Dies wird im Schlickmuseum Riepe dokumentiert.
Die Gemeinde Riepsterhammrich (mit dieser Schreibweise) wurde am 1. Juli 1972 in die neue Gemeinde Ihlow eingegliedert.
Der Riepster Hammrich wird durchschnitten von der A 31, die Emden mit Oberhausen verbindet. Durch den Sandabbau für die Autobahn sind mehrere Seen (in Ostfriesland „Meere“) vertieft worden, darunter das Bansmeer (Naturschutzgebiet) und das Uphuser Meer (Ferien- und Wochenendsiedlung).